# Arroyo de la Tapera
Der Arroyo de la Tapera ist ein Fluss in Uruguay.
Er verläuft auf dem Gebiet des Departamentos Lavalleja. Er mündet in den Arroyo Marmarajá. Zu seinen Nebenflüssen zählt der Cañada del Rodeo de Lamas.